# Zarzecze (Przeworsk)
Pour les articles homonymes, voir Zarzecze.
Zarzecze est une localité polonaise, siège de la gmina de Zarzecze, située dans le powiat de Przeworsk en voïvodie des Basses-Carpates.